# باشگاه کتاب

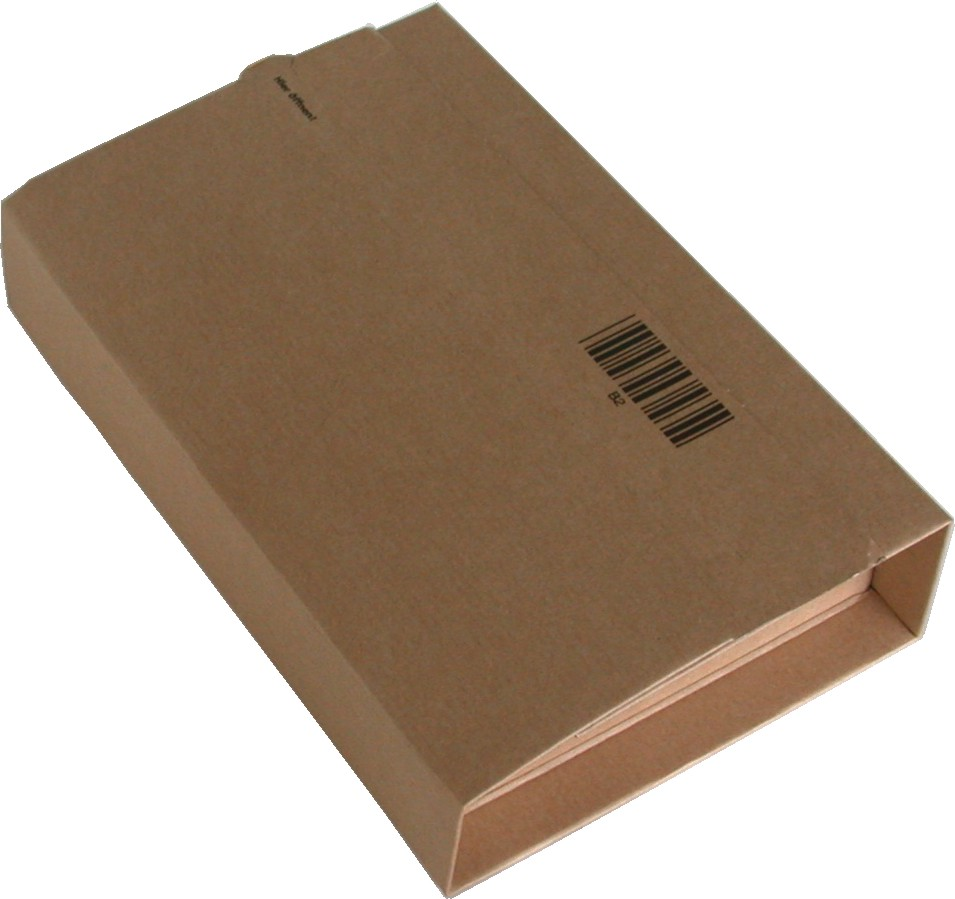
بسته بندی کتاب

باشگاه فروش کتاب (به انگلیسی: book sales club) که اغلب به‌طور مختصر باشگاه کتاب (به انگلیسی: book club) نامیده می‌شود، شیوه‌ای از خرید و فروش کتاب بر اساس اشتراک است. اصطلاح باشگاه کتاب در مورد باشگاه نقد کتاب نیز به کار می‌رود که این می‌تواند سبب آشفتگی شود.
هر عضو باشگاه کتاب می پذیرد که کتاب‌ها را به صورت پستی دریافت کند و پس از دریافت، بهای آن‌ها را بپردازد.